# Mycena pinicola
Mycena pinicola är en svampart som beskrevs av G. Stev. 1964. Mycena pinicola ingår i släktet Mycena, och familjen Mycenaceae. Inga underarter finns listade i Catalogue of Life.